# Brüder Grimm

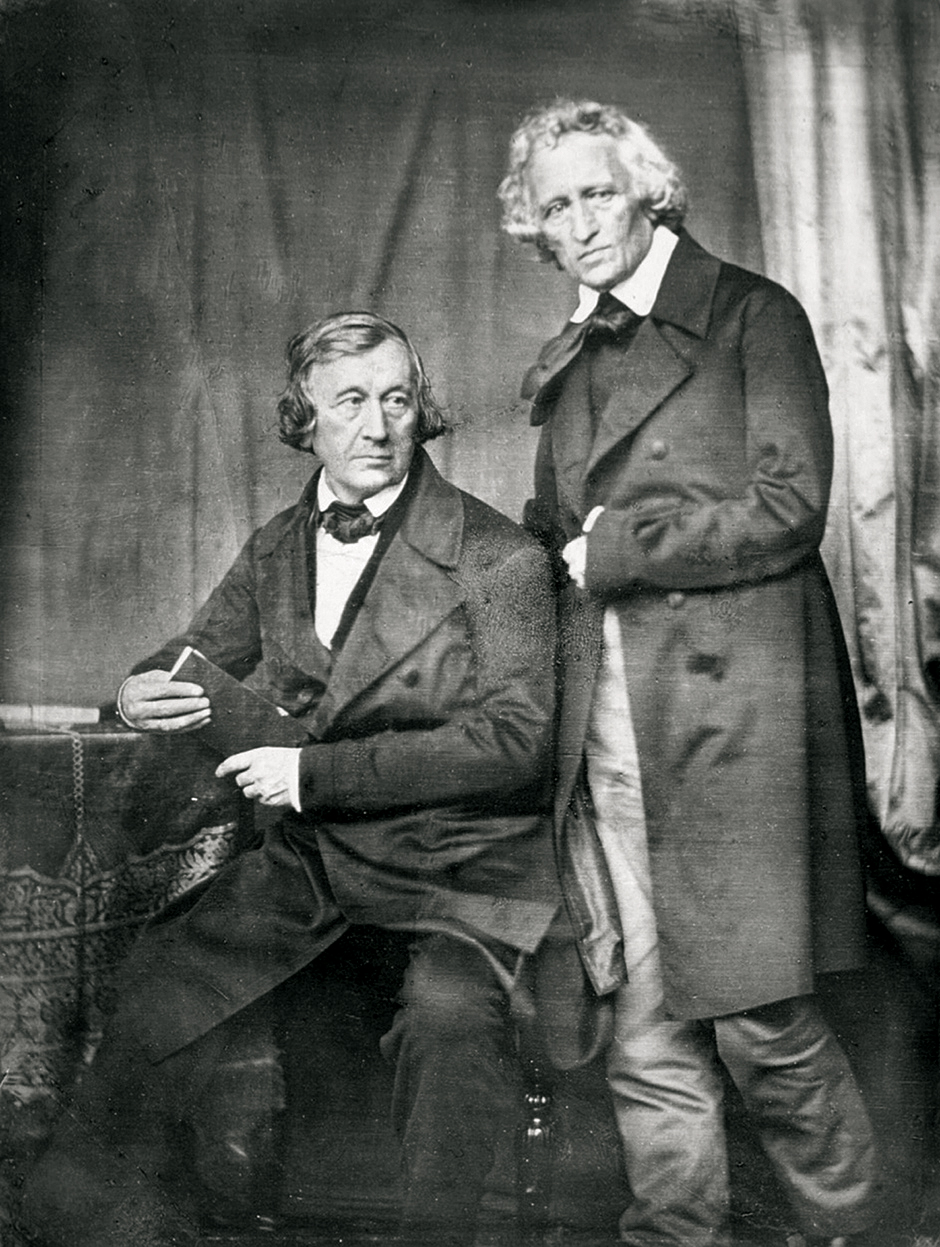
Wilhelm Grimm und Jacob Grimm, 1847

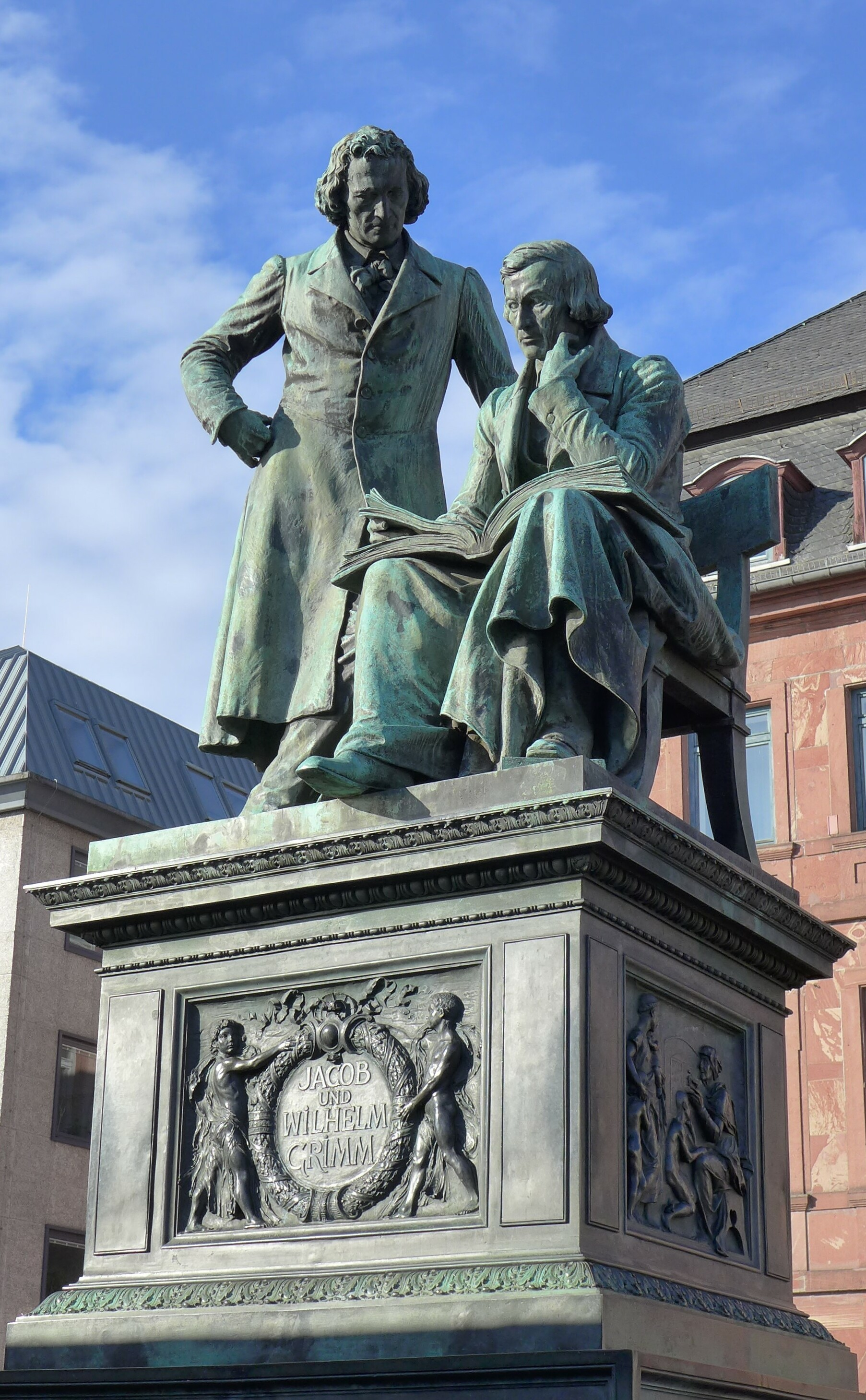
Brüder-Grimm-Nationaldenkmal in Hanau

Brüder Grimm nannten sich die Sprachwissenschaftler und Volkskundler Jacob Grimm (1785–1863) und Wilhelm Grimm (1786–1859) bei gemeinsamen Veröffentlichungen, wie zum Beispiel ihren weltberühmten Kinder- und Hausmärchen und dem Deutschen Wörterbuch, das sie begannen. Die Brüder gelten gemeinsam mit Karl Lachmann und Georg Friedrich Benecke als Begründer der Germanistik. Gelegentlich erscheint die Bezeichnung „Gebrüder Grimm“ in Kinderbuch-Publikationen oder wenn es sich nicht um die Verfasserangabe in einem Buch handelt: z. B. als Name einer Rosensorte, als Name eines Märchenparks, in Briefmarken- und Gedenkmünzen-Editionen oder in einem Filmtitel (Die Wunderwelt der Gebrüder Grimm).

## Leben und Wirken

### Herkunft
Die Familie Grimm lebte in Hanau. Der Urgroßvater, Friedrich Grimm der Ältere (1672–1748), und der Großvater, Friedrich Grimm der Jüngere (1707–1777), waren Geistliche des reformierten Glaubensbekenntnisses. Die Eltern Dorothea, geb. Zimmer, und Philipp Wilhelm Grimm hatten in ihrer Ehe neun Kinder, von denen drei als Säuglinge starben. Die Brüder Jacob und Wilhelm hatten noch vier jüngere Geschwister, Schwester Charlotte Amalie sowie die Brüder Carl Friedrich, Ludwig Emil und Ferdinand Philipp Grimm. Neben Jacob und Wilhelm erlangte Ludwig Emil als Maler Bedeutung, während der ebenfalls als Sagen- und Märchensammler tätige Bruder Ferdinand Philipp Grimm in Vergessenheit geriet. Das Geburtshaus der Brüder Grimm stand am alten Paradeplatz in Hanau. Ihre Jugend verbrachten sie in Steinau an der Straße, wo der Vater eine Stelle als Amtmann hatte.
Zur Abstammung siehe auch Nachfahren von Friedrich Grimm dem Älteren

### Studienzeit
Um den ältesten Söhnen eine angemessene Bildung für eine eventuelle spätere Laufbahn als Juristen zu ermöglichen, schickte die Mutter die beiden im Herbst 1798, mit 12 bzw. 13 Jahren, nach Kassel zu ihrer Tante. Der Vater war zwei Jahre zuvor an einer Lungenentzündung gestorben. In Kassel besuchten sie zuerst das Friedrichsgymnasium. Jacob Grimm immatrikulierte sich 1802 an der Universität Marburg und studierte dort Rechtswissenschaft, Wilhelm Grimm folgte ihm ein Jahr später. Einer ihrer Lehrer, Friedrich Carl von Savigny, eröffnete den wissbegierigen jungen Studenten seine Privatbibliothek und machte die beiden, die bereits mit Werken von Goethe und Schiller vertraut waren, mit Werken der Romantik und des Minnesangs bekannt. Auch Johann Gottfried Herder hatte mit seinen Ansichten über die Dichtung der Völker wesentlichen Einfluss auf Jacob und Wilhelm Grimm. Sie entwickelten sich jedoch nicht zu Romantikern, die vom „gotischen Mittelalter“ schwärmten, sondern waren Realisten, die in der fernen Vergangenheit die Wurzeln für die zeitgenössischen Zustände sahen. So untersuchten sie die geschichtliche Entwicklung deutschsprachiger Literatur (Sagen, Urkunden ebenso wie Dichtung) und legten dabei die Grundlagen für eine wissenschaftliche Behandlung dieses Arbeitsgebietes. Ganz im Sinne Herders beschränkten sie sich dabei nicht auf deutschsprachige Urkunden. Englische, schottische und irische Quellen waren bereits in Mode; sie dehnten ihren Arbeitsbereich auf Skandinavien, Finnland, die Niederlande, Spanien und Serbien aus.

### Frühe Arbeiten in Kassel
In die Zeit eines sparsamen und zurückgezogenen Lebens nach dem Studienabschluss 1806 datiert der Beginn der Sammlung von Märchen und Sagen, die heute als eines der Hauptwerke der Brüder bekannt sind. Die von Jacob und Wilhelm Grimm auf Veranlassung von Achim von Arnim und Clemens Brentano gesammelten Märchen entstanden nicht aus ihrer eigenen Phantasie, sondern wurden nach alten, vorwiegend mündlich überlieferten Geschichten von ihnen gesammelt und zusammengetragen und dann mehr oder minder stark überarbeitet, in Ausdruck und Aussage geglättet und geformt. Eine ihrer wichtigsten Quellen waren die Märchen, die die aus hugenottischer Familie stammende Dorothea Viehmann aus Niederzwehren bei Kassel den Brüdern erzählte. An den Sammlungen waren z. B. auch die in Westfalen beheimateten Brüder Werner von Haxthausen, August von Haxthausen sowie die Dichterin Annette von Droste-Hülshoff und ihre Schwester Jenny von Laßberg beteiligt. Es ist das bleibende Verdienst von Wilhelm Grimm, der mit der Bearbeitung die weitere Verbreitung gesichert und mit der kritischen Untersuchung zu Quellen und Entwicklung der Volksmärchen die Märchenforschung als Wissenschaft begründet hat.
Nach dem Tod der Mutter im Jahr 1808 musste Jacob Grimm als Ältester der Familie für deren Unterhalt sorgen. Seit 1807 hatten Jacob und Wilhelm Grimm Aufsätze über den Minnesang in Fachzeitschriften veröffentlicht. Nach einem Kuraufenthalt Wilhelm Grimms in Halle waren die Brüder wieder gemeinsam in Kassel. Dort veröffentlichten sie 1811 ihre ersten selbständigen Bücher: Jacob Grimm Über den altdeutschen Meistergesang und Wilhelm Grimm Altdänische Heldenlieder, Balladen und Märchen. 1812 folgten die ersten gemeinsamen Bücher der Brüder (eine Ausgabe des althochdeutschen Hildebrandlieds und des Wessobrunner Gebets).
Jetzt interessierte sich Brentano nicht mehr für die Arbeit der Brüder. Weil die Grimms aber fürchteten, dass die Erzählungen verloren gehen könnten, gaben sie am 20. Dezember 1812 in Berlin eine Anthologie heraus; doch Kinder- und Hausmärchen war ein Flop. Zu dieser Zeit versuchten sich die beiden auch an einer deutschen Ausgabe der Edda sowie des Reineke Fuchs. Von der Edda erschien 1815 nur ein erster Band, der keine Fortsetzung fand, da die Brüder Grimm auf diesem Gebiet von anderen Forschern überholt wurden. Den Reinhart Fuchs in mehreren mittelalterlichen Versionen gab Jacob erst 1834 heraus – mit einer umfangreichen Einleitung über das Wesen des Tierepos’. Von 1813 bis 1816 brachten die Brüder darüber hinaus drei Bände der Zeitschrift Altdeutsche Wälder heraus, die altdeutsche Literatur zum Inhalt hatte und dann wieder eingestellt wurde.
1814 bezogen die Brüder Grimm zusammen mit ihrer Schwester Charlotte (Lotte) (1793–1833) eine Wohnung im – heute noch erhaltenen – nördlichen Torhaus am Wilhelmshöher Tor. 1815 veröffentlichte Jacob neben einem Buch zur mythologischen Deutung von Götterbildern und -säulen (Irmenstraße und Irmensäule) auch Silva de romances viejos, eine kritische Auswahl altspanischer Romanzen.
1815 legten die Brüder den zweiten Band der Kinder- und Hausmärchen vor. 1819 wurde der erste Band stark überarbeitet neu aufgelegt: Es kamen weitere Märchen hinzu, etwa ein Viertel der Geschichten wurde gestrichen und fast die Hälfte der verbliebenen Märchen überarbeitet, häufig um die als anstößig empfundenen erotischen Anspielungen zu beseitigen. Die Anmerkungen zu den Märchen beider Bände wurden 1822 als dritter Band veröffentlicht. 1825 erfolgte die Herausgabe einer „Kleinen Ausgabe“ der Kinder- und Hausmärchen in einem Band, die maßgeblich zur Popularität des Stoffes beitrug. Für diese Aufgabe gewannen Jacob und Wilhelm Grimm ihren Bruder Ludwig Emil als Illustrator. Ab 1823 wurde eine illustrierte englische Ausgabe der Kinder- und Hausmärchen veröffentlicht. Bereits zu Lebzeiten der Brüder erschienen sieben Auflagen der großen deutschen Ausgabe der Märchen und zehn Auflagen der kleinen Ausgabe.

„…die Behauptung, die meisten Grimmschen Märchen gingen direkt auf Erzählungen alter Bäuerinnen und einsiedlerischer Köhler und Hirten zurück, bleibt unhaltbar. Heute wissen wir, dass die Grimms nicht Volksmärchen gesammelt haben, sondern dass die Märchen vor allem in gebildeten Schichten von jungen Frauen erzählt wurden und sich oftmals aus französischen Quellen speisten.“

In den Jahren 1816 und 1818 erschienen die beiden Bände einer Sagensammlung (Deutsche Sagen), die allerdings nicht den breiten Erfolg hatte wie ihre Märchensammlung. Die Brüder hatten zuvor gleichermaßen Märchen und Sagen gesammelt. Eine gattungsmäßige Abgrenzung ist schwierig und wurde auch durch die Brüder Grimm nicht konsequent durchgeführt. Definitionsversuche beziehen sich beispielsweise auf die Prämissen, dass die Sagen von Erzählern und Publikum im Allgemeinen geglaubt würden, die Märchen hingegen nicht, oder dass Sagen an konkrete historische oder örtliche Bezugspunkte gebunden, die Märchen jedoch zeitlich und lokal nicht näher fixiert seien. Beide Gattungen sind Erzählformen aus der mündlichen Überlieferung, wobei die Brüder Grimm sie für ihre Sammlungen zu großen Teilen nur über schriftliche Zwischenstufen gewannen. Die Sagensammlung wurde zu Lebzeiten der Brüder nicht neu aufgelegt.
Eine weitere herausragende Leistung von Wilhelm Grimm ist Die deutsche Heldensage, eine Schrift, die nicht nur eine Sammlung von Sagen vom 6. bis zum 16. Jahrhundert darstellt, sondern wertvolle Aufsätze zu Stoffen, ihrer Geschichte und der künstlerischen Verarbeitung enthält. Im Verlauf der Arbeiten an den Sagen und Volksmärchen formulierten die Brüder ein Lautverschiebungsgesetz im Kontext der „indogermanischen Hypothese“.
Im Alter von 30 Jahren hatten sich Jacob und Wilhelm Grimm durch ihre zahlreichen Publikationen bereits eine herausragende Stellung erarbeitet. Sie lebten gemeinsam in Kassel, bis 1814 nur von Jacob Grimms Gehalt und aus dem ererbten Familienvermögen. Neben der formellen offiziellen Tätigkeit als Bibliothekar (Jacob Grimm) bzw. Sekretär der Bibliothek (Wilhelm Grimm) konnten sie vor Ort ihre eigenen Forschungen vorantreiben, die im Jahr 1819 von der Universität Marburg mit einer Ehrendoktorwürde honoriert wurden.
Ohne Förderer und Gönner hätten die Brüder Grimm über Jahre nicht in diesem Maße publizieren können. Aus der frühen Zeit sei hier Kurfürstin Wilhelmine Karoline von Hessen genannt. Nach deren Tod 1820 bzw. dem Tod des Kurfürsten 1821 mussten die Brüder das Haus in der Wilhelmshöher Straße räumen und gemeinsam mit ihrer Schwester Lotte eine schlechtere Wohnung beziehen. Lotte Grimm, die den Brüdern bislang den Haushalt geführt hatte, heiratete wenig später den mit der Familie befreundeten Juristen und späteren kurhessischen Minister Ludwig Hassenpflug (1794–1862) und verließ die Brüder, die fortan mehrfach die Wohnungen wechselten und jahrelang einen gemeinsamen Junggesellenhaushalt führten.

### Die „Deutsche Grammatik“
In diese kreative Zeit in Kassel fiel die Arbeit Jacob Grimms an der Deutschen Grammatik. Der Titel ist irreführend, denn es handelt sich nicht um eine trocken-schematische Beschreibung des Aufbaus der zeitgenössischen Sprache. Jacob Grimm wollte vielmehr „ein historisches Leben mit allem Fluß freudiger Entwickelung in sie zaubern“. Das umfangreiche Werk bezieht sich auf sämtliche germanische Sprachen, ihre Zusammenhänge und ihre geschichtliche Entwicklung. Der erste Band beschäftigte sich zunächst mit Flexion, der zweite mit Wortbildung. Jacob Grimm stellte kein vollständiges Manuskript fertig, sondern ließ Druckbogen für Druckbogen drucken, sobald er die benötigte Menge Text geschrieben hatte. Der Druck des ersten Bandes entsprach mit einer Zeitdauer von 14 Monaten ab Januar 1818 bis Sommer 1819 genau dem Zeitraum, in dem Jacob Grimm an dem Werk gearbeitet hat. Bis 1822 überarbeitete er den ersten Band nochmals komplett, so dass dieser nun eher die Lautbildung zum Inhalt hatte. Wie zuvor beim ersten Band schrieb und druckte er wieder Druckbogen für Druckbogen und führte dieses Prinzip auch bis 1826 mit dem nun erst offiziell zweiten Band der Deutschen Grammatik fort.
In diesem bahnbrechenden Werk verfolgte Jacob Grimm als Erster die Entwicklung der (heute „indogermanisch“ oder „indoeuropäisch“ genannten) Sprachen und die Gesetzmäßigkeiten des Lautwandels bei Vokalen und Konsonanten. Damit legte er das Fundament für die moderne Etymologie, die Forschung zum Ursprung von Wörtern und Wortbestandteilen unter Berücksichtigung von Wortbildung, Flexion, Lautveränderung und Bedeutungswandel in verschiedenen (verwandten) Sprachen. Jacob Grimm schrieb hierzu selbst: „Wissenschaftliche Wortforschung konnte weder bei Griechen und Römern, geschweige in unserem Mittelalter gedeihen … Solchem ratlosen und unbehaglichen Schweifen auf dem wogenden Meer der Wörter wurde endlich gesteuert durch den Vortritt der bisher noch unerforschten Sanskritsprache sowie den Zutritt der deutschen, slawischen, litauischen und der übrigen europäischen Idiome in den wissenschaftlichen Kreis der Untersuchungen.“ Ihm war auch klar, dass die Vertreter der klassischen Philologie (Latein, Griechisch und Hebräisch) kein Interesse daran hatten, weitere Sprachen näher zu untersuchen, da sie diese als barbarisch ansahen.
Jacob Grimm hatte jedoch Vorläufer: 1787 hatte William Jones in Bengalen auf Grund des Aufbaus und der Wortwurzeln das Sanskrit mit den altpersischen, griechischen, lateinischen, gotischen und keltischen Sprachen verglichen – dies jedoch noch nicht systematisch. Der junge Däne Rasmus Christian Rask hatte – einer Forderung Wilhelm von Humboldts folgend – ebendies in Angriff genommen. Jacob Grimm kannte (und besprach) dessen Schrift und begann, Wortbildung und Lautentwicklung im Altnordischen mit denen im Slawischen bzw. Griechischen zu vergleichen. In der Deutschen Grammatik wurden erstmals die frühesten, dann die späteren und schließlich die jüngsten Entwicklungsstufen der betrachteten Sprachen vergleichend behandelt. In der zweiten Auflage legte er die Erkenntnis dar, dass die von Rask aufgedeckten lautlichen Entsprechungen nicht (zufällige) Einzelerscheinungen waren, sondern einer Gesetzmäßigkeit folgten. Diese Regel wird von angelsächsischen Forschern bis heute Grimm’s law („Grimmsches Gesetz“) genannt. Er erkannte auch, dass es nicht nur eine, sondern zwei derartige Verschiebungsphasen gegeben hatte. Diese werden heute als „germanische“ und „hochdeutsche Lautverschiebung“ (oder auch „erste“ bzw. „zweite Lautverschiebung“) bezeichnet.

### Weitere Arbeiten in Kassel
1816 übersetzte Jacob Grimm die serbische Grammatik seines Freundes Vuk Stefanović Karadžić und versah sie mit einer Einführung in slawische Sprachen und ihre Literatur. Wilhelm Grimm hatte inzwischen mehrere Bücher über Runen veröffentlicht, sein von ihm selbst als Hauptwerk betrachtetes Buch Die deutsche Heldensage erschien 1829. Gleichfalls bahnbrechend war Jacob Grimms Studie Deutsche Rechtsaltertümer (1828), in der er sich nicht mit Gesetzesvorschriften, sondern mit mittelalterlicher Rechtspraxis und Rechtsanschauung befasste. Sie wurde Anlass zu entsprechenden Untersuchungen in einer Reihe anderer Länder.
Erst als Wilhelm Grimm im Mai 1825 Dorothea Wild geheiratet hatte, festigten sich die Lebensumstände der Brüder wieder, die weiterhin, nun zu dritt, zusammenlebten. Wilhelm und „Dortchen“ Grimm wurden alsbald Kinder geboren: Herman Grimm (1828–1901), Rudolf Grimm (1830–1889) und Auguste Grimm (1832–1919). Es wird auch von häufigen Reisen der Grimm-Brüder berichtet.

### Göttingen

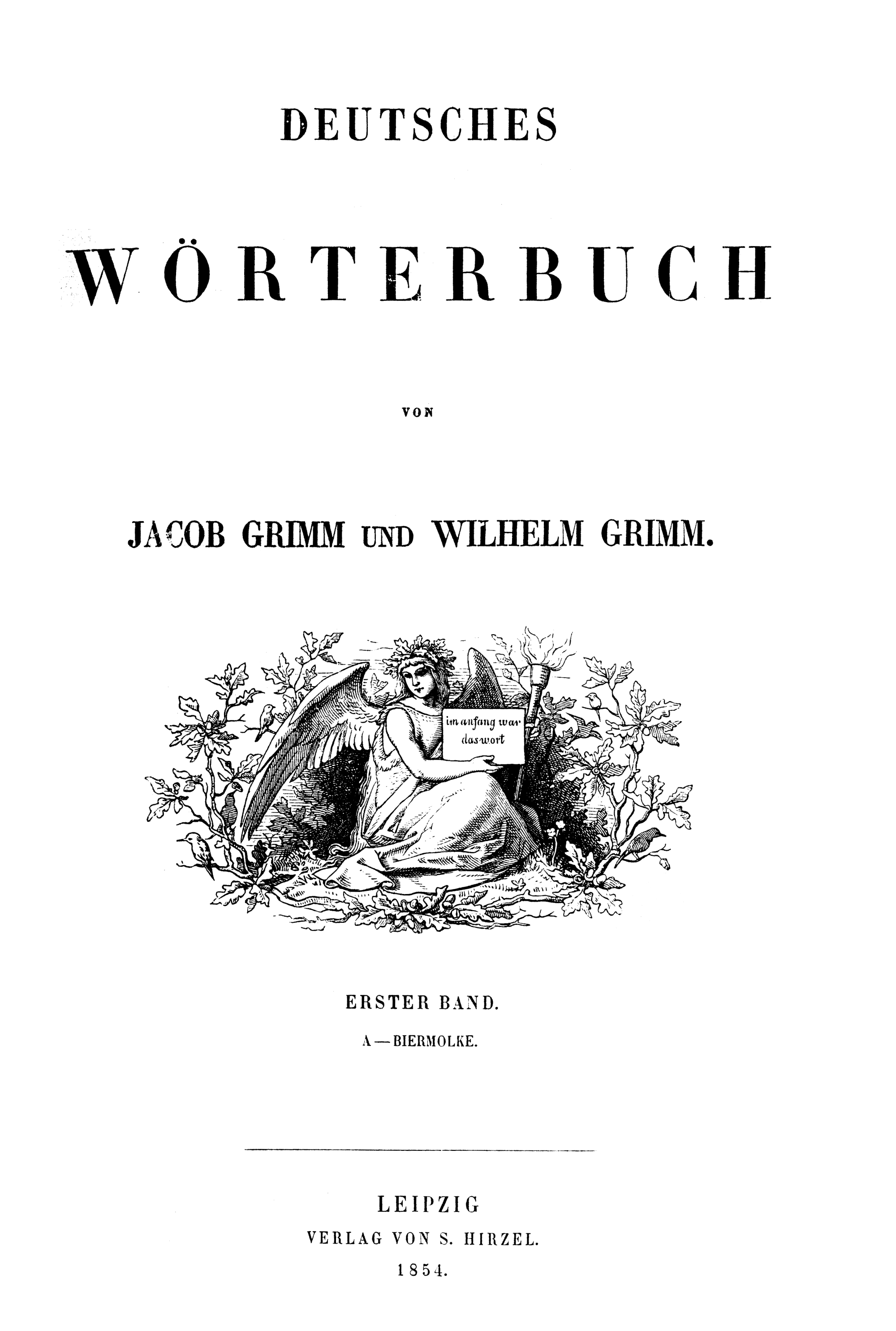
Titelblatt von Band 1 des Deutschen Wörterbuchs

Auch nach dem Wegzug von Kassel unterhielten die Brüder in Göttingen einen gemeinsamen Haushalt. Jacob Grimm war seit 1830 ordentlicher Professor, Wilhelm Grimm Bibliothekar und ab 1835 ebenfalls Professor. Jacob Grimm veröffentlichte bis 1837 zwei weitere Bände der Deutschen Grammatik. 1834 stellte er den 1811 begonnenen Reinhart (Reineke) Fuchs fertig, 1835 ein Werk über Deutsche Mythologie. In diesem untersuchte er vorchristliche Glaubensvorstellungen und Aberglauben und stellte sie klassischer Mythologie und christlichen Legenden gegenüber. Auch dieses Werk hatte enormen Einfluss – dieses Mal auf die Mythenforschung. Die dritte Auflage der Kinder- und Hausmärchen wurde 1837 von Wilhelm Grimm beinahe allein besorgt. 1838 begannen Jacob und Wilhelm Grimm ihre gemeinsame Arbeit am Deutschen Wörterbuch.
Wie früher schon widmete Jacob Grimm sich auch in dieser Zeit der Namenkunde: Er schrieb über die germanischen Göttinnen Tanfana und Freia, die thrakische Göttin Bendis und ihre Namen, über hessische Ortsnamen, den Namen des Landes Westfalen und untersuchte Gesetzmäßigkeiten bei der Bildung von Eigennamen. Er wies darauf hin, dass in Namen frühe Wortformen bewahrt sein können, die in der Umgangssprache untergegangen sind.
In politischer Hinsicht arbeiteten die Brüder Grimm mit darauf hin, die damaligen deutschen Kleinstaaten zu vereinen, sowohl indirekt durch die Erforschung der deutschen Kulturgeschichte als auch direkt durch politische Aktivitäten, von politischer Publizistik bis zu Jacob Grimms Tätigkeit als Abgeordneter der Frankfurter Nationalversammlung 1848. Jacob und Wilhelm Grimm halfen mit, die Menschenrechte in Deutschland zu formulieren. Für eine Streitschrift gegen einen Verfassungsbruch des Königs von Hannover, König Ernst August I., wurden sie, und mit ihnen fünf andere Professoren, entlassen und Jacob Grimm des Landes verwiesen (Göttinger Sieben). Ein überregionales Komitee von Bürgern mit Zentrum in Leipzig zahlte den entlassenen Professoren aus Spendengeldern vorerst die Gehälter weiter. Während die Brüder Grimm ohne Anstellung waren, unterbreiteten die Leipziger Verleger Karl Reimer und Salomon Hirzel ihnen den Vorschlag für das Deutsche Wörterbuch, „den Grimm“, der ohne die Göttinger Entlassung so nicht entstanden wäre. Sie selbst arbeiteten das Wörterbuch bis zum Buchstaben D (Wilhelm Grimm) bzw. F (Jacob Grimm) aus. Sie konzipierten das Wörterbuch als Sammlung sämtlicher Wörter aus der Zeit „von Luther bis Goethe“, die weniger ein Regelwerk als vielmehr eine Entwicklungsgeschichte der Wörter sein sollte. Im Mittelpunkt der einzelnen Wortartikel steht die Bedeutungsgeschichte des jeweiligen Wortes; die historische Verwendungsweise wird anhand von Belegzitaten aus Hunderten von literarischen Werken, aber auch aus Fachsprachen und aus dem Alltagsgebrauch nachvollzogen. Bei der Sammlung der Belege standen den Brüdern Grimm zahlreiche Helfer zur Seite, die zumeist zum Kreis ihrer Freunde und wissenschaftlichen Kollegen gehörten oder ihnen von Freunden und Kollegen vermittelt wurden. Die Sammlung der Belege wurde ebenso wie die Ausarbeitung des Wörterbuchs durch den Verlag bezahlt. Für das Großprojekt des Wörterbuchs mussten die Brüder Grimm eigene Pläne und laufende Arbeiten zurückstellen, was ein Grundproblem ihrer letzten beiden Lebensjahrzehnte werden sollte.

### Zeit in Berlin

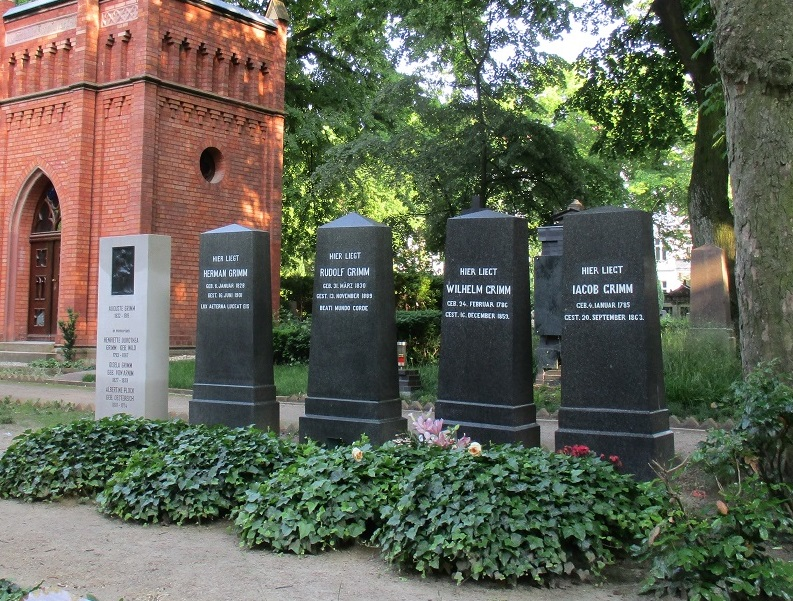
Grab Brüder Grimm in Berlin-Schöneberg 2016 mit neuem Gedenkstein für Auguste Grimm

Drei Jahre lang lebten die Grimms in Kassel im Exil und ohne Anstellung, obwohl sich verschiedene Anstalten im In- und Ausland um sie bemühten, bevor der neue preußische König Friedrich Wilhelm IV. sie unmittelbar nach seiner Amtsübernahme 1840 nach Berlin holte.
Rund zwanzig Jahre lang lebten sie dort, nunmehr unbelastet von finanziellen Unsicherheiten. In Akademieabhandlungen, die sie in dieser Zeitspanne verfassten (später gesammelt in den Ausgaben ihrer Kleineren Schriften), ist viel Lesenswertes über ihre Forschungen, ihre Interessen und ihre liberalen politischen Ansichten zu finden. Auch die Geschichte der deutschen Sprache entstand in dieser Zeit – ein erster Versuch, Sprach- mit Sozialgeschichte zu verknüpfen. Georg Curtius schrieb 1871 über Jacob Grimm, sein ungestümes Schaffen habe dringend des Korrektivs kritischerer Geister bedurft: „Auch traf es sich glücklich, dass Wilhelm Grimm, weniger kühn und umfassend, aber auf beschränkteren Feldern fein und sorgfältig, dem verwegenen Jacob zur Seite stand.“ So ergänzten sich der Wegweiser und der Moderator und eröffneten den Geschichts- und Sprachforschern ungeahnte, weite Arbeitsgebiete.
Wilhelm Grimm verstarb 1859, sein Bruder Jacob 1863. Sie liegen auf dem Alten St.-Matthäus-Kirchhof in Berlin-Schöneberg. Die Grabstätte gehört zu den Ehrengräbern des Landes Berlin. Links neben den beiden Grabdenkmälern sind die Grabstätten von Wilhelm Grimms Söhnen Herman und Rudolf. Die sterblichen Überreste der Tochter Auguste Grimm sind ohne Grabinschrift 1919 in einer Urne im Grab ihres Vaters Wilhelm beigesetzt worden. Der gemeinnützige Förderverein EFEU e. V. hat im Juni 2016 einen Grab- bzw. Gedenkstein für Auguste, ihre Mutter Henriette Dorothea sowie weitere Frauen der Familie Grimm durch Spenden realisiert.
Den Nachlass mit Schriftstücken und auch Möbeln der Familie vererbte Auguste Grimm, die nie geheiratet hatte, ihrer Nichte Albertine Plock (1881–1974), geborene Oestereich, der unehelichen Tochter von Rudolf Grimm. Diese spendete alles 1963 der Sammlung im Museum Haldensleben.

## Würdigungen und Nachleben

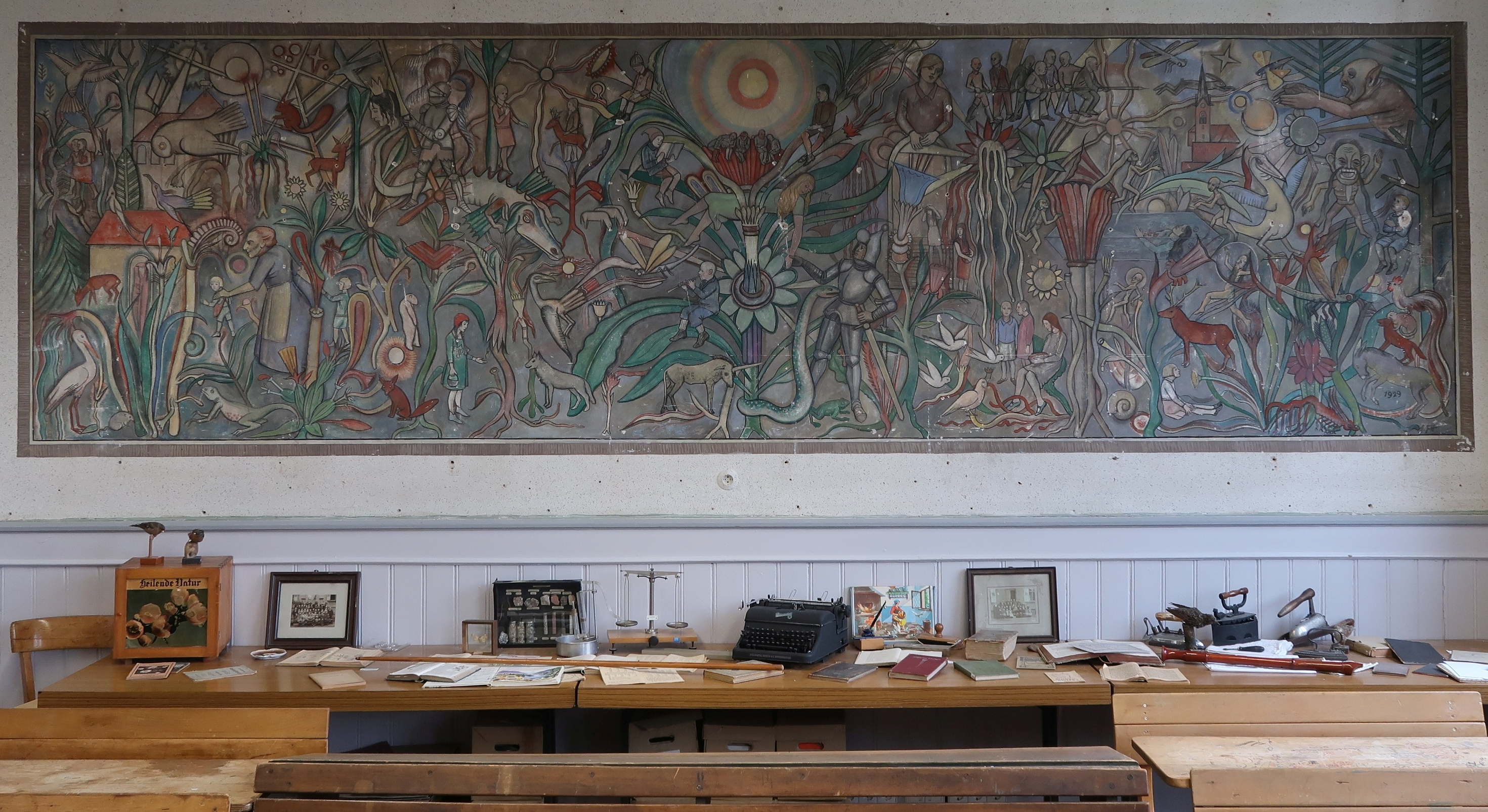
Wandgemälde Palmbacher Märchenwelt von 1929 des deutschen Malers Hans Fischer-Schuppach im Badischen Schulmuseum Karlsruhe. Es zeigt 40 Märchen der Brüder Grimm auf

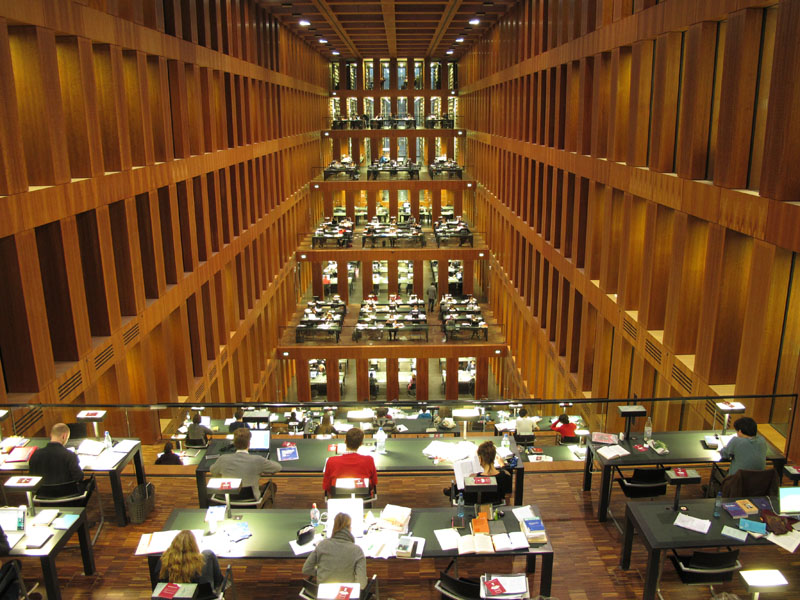
Zentralbibliothek Grimm-Zentrum, Berlin: Leseterrassen

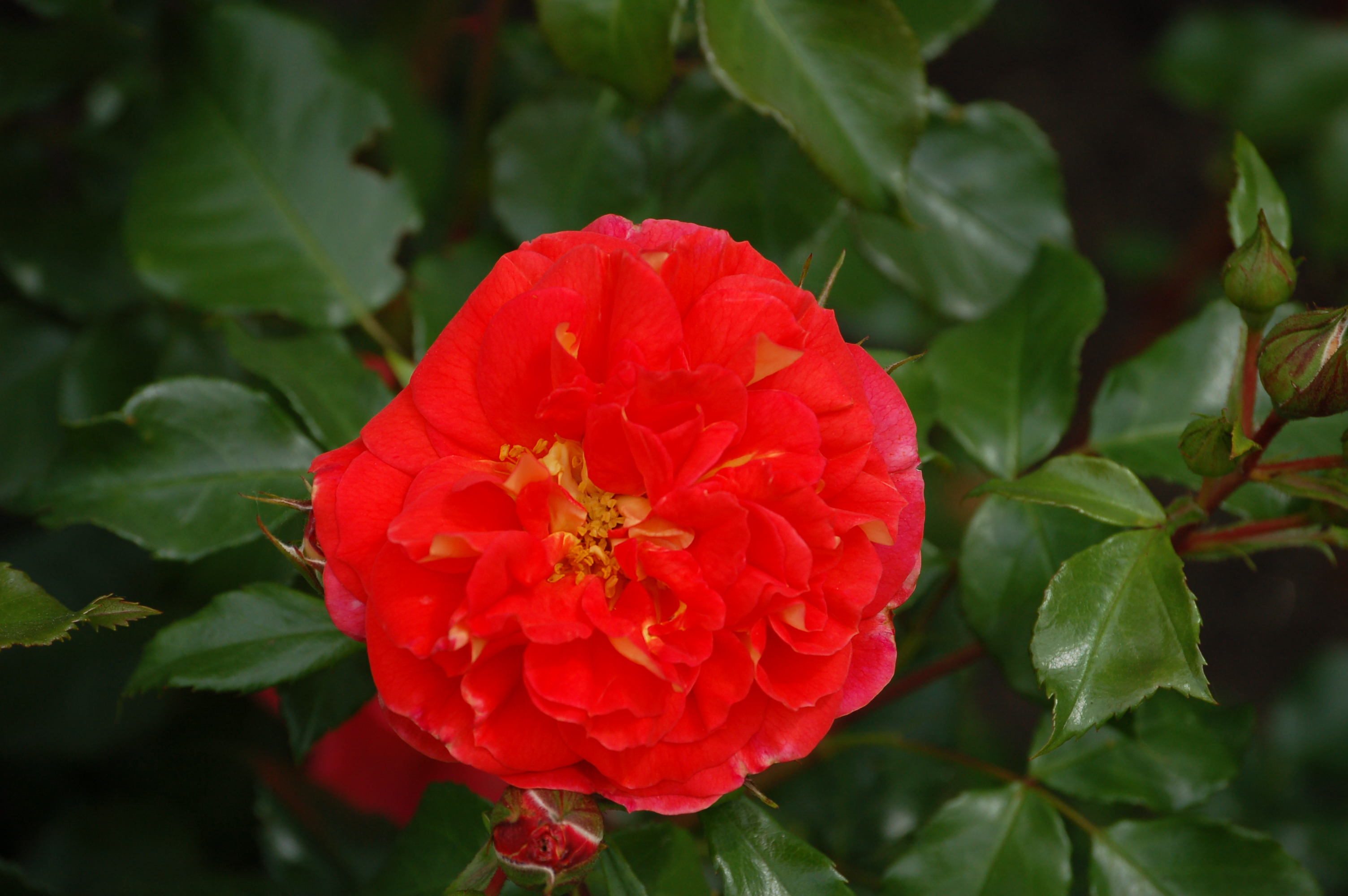
„Gebrüder Grimm“, Beetrose

- In Deutschland sind über 200 Straßen und Plätze nach ihnen benannt. Besonders bekannt ist der Brüder-Grimm-Platz in Kassel. Nach den Geschwistern Scholl sind sie die Personen mit dem zweithäufigsten gemeinsamen Auftreten in Straßennamen in Deutschland.
- Auch etliche Schulen tragen ihren Namen.
- 1896 wurde in Hanau das Brüder-Grimm-Nationaldenkmal geschaffen.
- 1956 wurde im Märchenwald Altenberg eine Brüder-Grimm-Halle mit Wasserorgel eröffnet.[8]
- Märchen (Wohlfahrtsmarkenserie): Deutsche Bundespost 1959 bis 1967 mit vier verschiedenen Motiven pro Jahrgang zu jeweils einem bestimmten Märchen der Brüder Grimm; Fortsetzung durch die Deutsche Post AG seit 2014 mit drei Motiven pro Jahrgang.
- Die Jahrgänge 1966–1971, 1976–1978 und 1985 der Märchenmotive auf Kleinbogen der Deutschen Post der DDR zeigten Motive aus Grimms Märchen.
- Brüder-Grimm-Professur: jährliche Gastprofessur der Universität Kassel (seit 1985).
- 1986 wurde in der Deutschen Demokratischen Republik eine 20-Mark-Gedenkmünze zum 200. Geburtstag der Brüder Grimm geprägt.
- Bei der 1991 aufgelegten letzten Serie von DM-Banknoten wurden die Brüder Grimm auf dem Tausend-Mark-Schein abgebildet.
- Brüder-Grimm-Preise:
  - Brüder-Grimm-Preis der Stadt Hanau
  - Brüder-Grimm-Preis des Landes Berlin
  - Brüder-Grimm-Preis der Philipps-Universität Marburg
  - Brüder-Grimm-Medaille der Akademie der Wissenschaften zu Göttingen
  - Jacob- und Wilhelm-Grimm-Preis des DAAD.
  - Kulturpreis Deutsche Sprache#Jacob-Grimm-Preis seit 2001 (Eberhard-Schöck-Stiftung und Verein Deutsche Sprache)
- 2005 wurden die in Kassel aufbewahrten Grimmschen Handexemplare der Kinder- und Hausmärchen von 1812/1815 in die Liste des Weltdokumentenerbes der UNESCO aufgenommen.
- Das Jacob-und-Wilhelm-Grimm-Zentrum in Berlin vereint die Zentralbibliothek der Universitätsbibliothek der Humboldt-Universität zu Berlin und deren Computer- und Medienservice (CMS). Das Gebäude wurde am 12. Oktober 2009 eröffnet.
- Stiftungsprofessur Brüder Grimm an der Universität Kassel – seit 2012 besetzt mit Holger Ehrhardt.
- 2012: 10-Euro-Gedenkmünze „200 Jahre Grimms Märchen“; ihr folgten 2013–2015 jährlich eine 10-Euro-Gedenkmünze „Grimms Märchen“. Die Serie wird seit 2016 mit jährlichen 20-Euro-Gedenkmünzen fortgesetzt.
- Im „Grimm-Jahr“ 2013[9] fand als Höhepunkt die Landesausstellung Expedition Grimm[10] in der Documenta-Halle in Kassel statt.
- Nordhessen mit seinen Erholungslandschaften um die Stadt Kassel nennt sich GrimmHeimat NordHessen.
- Die Grimm-Sammlung der Stadt Kassel sowie die Bibliotheksbestände des 2014 geschlossenen Brüder-Grimm-Museums werden in der Universitätsbibliothek Kassel und der Murhardschen Bibliothek aufbewahrt. Die Forschung zum Thema „Grimm“ ist an der Universität Kassel, insbesondere bei der Brüder Grimm-Stiftungsprofessur, angesiedelt.
- Mit der Sammlung, Dokumentation und wissenschaftlichen Erforschung von Leben, Werk und Wirkung der Brüder Jacob und Wilhelm Grimm befassen sich auch die Arbeitsstelle Grimm-Briefwechsel an der Humboldt-Universität zu Berlin, die Brüder Grimm-Gesellschaft in Kassel und das Brüder Grimm-Haus in Steinau an der Straße.
- Am 4. September 2015 erfolgte die Eröffnung der Grimmwelt Kassel, eines Museums zum Lebenswerk der Brüder Grimm.
- Am 13. April 2019 war Eröffnung des Museums GrimmsMärchenReich im Schloss Philippsruhe in Hanau.
- „Brüder-Grimm-Städte“:
  - Hanau, Main-Kinzig-Kreis, Hessen
  - Kassel, Hessen
  - Marburg, Hessen
  - Steinau an der Straße, Main-Kinzig-Kreis, Hessen

## Werke
- Kinder- und Hausmärchen. 1. Auflage. 2 Bände. Berlin 1812, 1815.
- Deutsche Sagen. 2 Bände. Berlin 1816, 1818, 2. Auflage 1865, 3. Aufl. Hrsg. Herman Grimm. 1891, 4. Aufl. 1905; Neudruck Stuttgart 1986.
- Irische Elfenmärchen. Leipzig 1826.
- Deutsche Mythologie. 1835.
- Grimms Märchen. Vollständige Ausgabe, Band 1 und 2. Herausgegeben und mit einem Nachwort versehen von Carl Helbling. Manesse Verlag, Zürich 1946, ISBN 3-7175-1164-5.
- Deutsches Wörterbuch. 1. Band. Stuttgart 1854, 33. Band 1960; Neudruck München 1984 (Deutsches Wörterbuch von Jacob und Wilhelm Grimm Bd. 1–33. dtv Verlag, ISBN 3-423-05945-1).
- Kinder- und Hausmärchen, gesammelt durch die Brüder Grimm. Herausgegeben von Robert Riemann, mit 446 Illustrationen von Otto Ubbelohde. Jubiläumsausgabe in drei Bänden. Turm-Verlag, Leipzig 1907–1909.
- Deutsche Sagen. Herausgegeben von den Brüdern Grimm. Mit einer Abbildung der Sage, nach W. v. Kaulbach. Nicolai, Berlin 1865, 2. Aufl., Band 1–2 Digitalisierte Ausgabe der Universitäts- und Landesbibliothek Düsseldorf.

## Briefwechsel
Kasseler Ausgabe. Werke und Briefwechsel
- Briefe, Band 1: Briefwechsel der Brüder Grimm mit Herman Grimm (einschließlich des Briefwechsels zwischen Herman Grimm und Dorothea Grimm, geb. Wild). Hrsg. von Holger Ehrhardt, Kassel/Berlin 1998. ISBN 3-929633-63-9.
- Briefe, Band 2: Briefwechsel der Brüder Grimm mit Ludwig Hassenpflug (einschließlich der Briefwechsel zwischen Ludwig Hassenpflug und Dorothea Grimm, geb. Wild, Charlotte Hassenpflug, geb. Grimm, ihren Kindern und Amalie Hassenpflug). Hrsg. von Ewald Grothe, Kassel/Berlin 2000. ISBN 3-929633-64-7.

Kritische Ausgabe in Einzelbänden
- Briefwechsel der Brüder Jacob und Wilhelm Grimm. Hirzel, Stuttgart 2011ff. (bisher 9 Bände in 12 Teilen).

## Nachlass
Ein großer Teil ihres wissenschaftlichen Nachlasses befindet sich in der Staatsbibliothek zu Berlin. Ein weiterer größerer Teil, darunter Briefe von und an die Brüder, verschiedene Manuskriptenkonvolute und vor allem Handexemplare mit handschriftlichen Zusätzen, wird im Hessischen Staatsarchiv Marburg verwahrt, weitere Dokumente in der Bibliothek der Universität Kassel. Die nordhessischen Grimm-Bestände, etwa 3000 Dokumente, sind seit 2017 über ein zentrales Portal in digitaler Form abrufbar.
Außerdem sind mehrere tausend Bände ihrer persönlichen Bibliothek seit 1865 im Besitz der Universitätsbibliothek der Humboldt-Universität zu Berlin, deren neue Bibliothek als Jacob-und-Wilhelm-Grimm-Zentrum seit 2009 nach den Brüdern Grimm benannt ist. Ebenfalls werden seit 1978 in einer Dauerausstellung im Museum Haldensleben Kunstgegenstände, Möbel etc. aus dem Nachlass der Brüder Grimm der Öffentlichkeit zugänglich gemacht.

## Entdeckung verschollener Bücher aus der Privatbibliothek der Brüder Grimm
2024 wurden in der Universitätsbibliothek in Posen (Poznań) 28 Bände entdeckt, die aus der Privatbibliothek von Jacob und Wilhelm Grimm stammen und seit dem Zweiten Weltkrieg als vermisst galten. Sie wurden von der Germanistikprofessorin der Adam-Mickiewicz-Universität Eliza Pieciul-Karmińska und der Mitarbeiterin der Posener Bibliothek Renata Wilgosiewicz-Skutecka identifiziert. Am 5. Dezember 2024 fand in den Räumen der Universitätsbibliothek eine feierliche Eröffnung der Ausstellung der gefundenen Werke statt. Manche von ihnen enthalten Notizen von der Hand der beiden Brüder.